# Purim

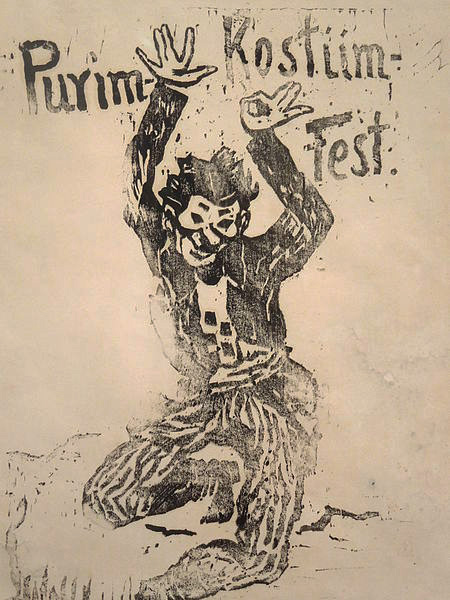
"Festa à fantasia de Purim" (1919)

Purim (פּוּרִים, plural de פּוּר pûr, "sorteio" em hebraico, do acadiano pūru) é uma festa judaica que comemora a salvação dos judeus persas do plano de Hamã, para exterminá-los, no antigo Império Aquemênida tal como está escrito no Livro de Ester, um dos livros do Tanach. Os judeus estavam exilados na Babilônia, desde a destruição do Templo de Salomão pelos babilônios e da dispersão do Reino de Judá. A Babilônia, por sua vez, foi conquistada pela Pérsia. A festa de Purim é caracterizada pela recitação pública do Livro de Ester por duas vezes, distribuição de comida e dinheiro aos pobres, presentes e consumo de vinho durante refeição de celebração (Ester 9:22); outros costumes incluem o uso de máscaras e fantasias e comemoração pública.
Purim é celebrado, anualmente, no 14º dia do mês de Adar, que é o décimo segundo mês (nalguns anos, também o décimo terceiro mês) do mês hebraico, que é o dia seguinte à vitória dos judeus sobre os seus inimigos (ocorrido no 13º dia do mês hebraico de Adar, que foi o dia escolhido, por Haman, para a destruição de todos os judeus do Império Persa). Nas cidades que eram muradas, no tempo de Josué, incluindo Susa e Jerusalém, Purim é celebrado no 15º dia de Adar, conhecido como Purim Shushan. Assim como em todas as festas judaicas, Purim tem início no pôr-do-sol da véspera do dia do calendário comum.
O nome "Purim" vem da palavra hebraica "pur", que significa "sorteio". Este era o método usado por Haman, o primeiro-ministro do Rei Achashverosh da Pérsia, para escolher a data na qual ele pretendia massacrar os judeus do país.

## Visão geral do festival
Os eventos que levaram ao Purim foram registados na Meguilat Ester (Livro de Ester), que se tornou um dos 24 livros do Tanach para ser canonizado pelos Sábios da Grande Assembléia. O Livro de Ester regista uma série de eventos aparentemente não relacionados que aconteceram em um período de mais de nove anos durante o reinado do Rei Assuero. Esses eventos coincidentes, quando vistos juntos, devem ser vistos como evidência de intervenção divina, de acordo com interpretações por comentários Talmudicos e outros sobre a Meguilá.
O festival de Purim sempre foi muito estimado pelo judaísmo; alguns têm sustentado que quando todos os trabalhos proféticos e hagiográficos forem esquecidos, o Livro de Ester ainda será lembrado, e, portanto, o Jejum de Purim continuará a ser observado (Talmud de Jerusalém, Tratado Megilá 1/5a; Maimônides, Mishnê Torá, Megilá).
Assim como Chanucá, Purim tem mais um caráter nacional que religioso, e seu status como feriado tem um nível inferior àqueles comandados sagrados pela Torá. Assim, transações comerciais e mesmo trabalho manual são permitidos em Purim, apesar que em certos lugares  restrições foram impostas sobre o trabalho (Shulchan Aruch, Orach Chaim, 696). Uma prece especial ("Al ha-Nissim"—"Pelos Milagres") é inserida na Amidá durante o serviço da noite, manhã e tarde, assim como é incluída no Birkat Hamazon ("Bênção após as Refeições").
As quatro principais mitzvot do dia são:
1. Ouvir à leitura pública, geralmente na sinagoga, do Livro de Ester de noite e novamente na manhã seguinte (kriat meguilá)
2. Mandar presentes de comida para amigos (mishloach manot)
3. Dar caridade aos pobres (matanot le'evionim)
4. Comer uma refeição festiva (seudá)

## Observâncias

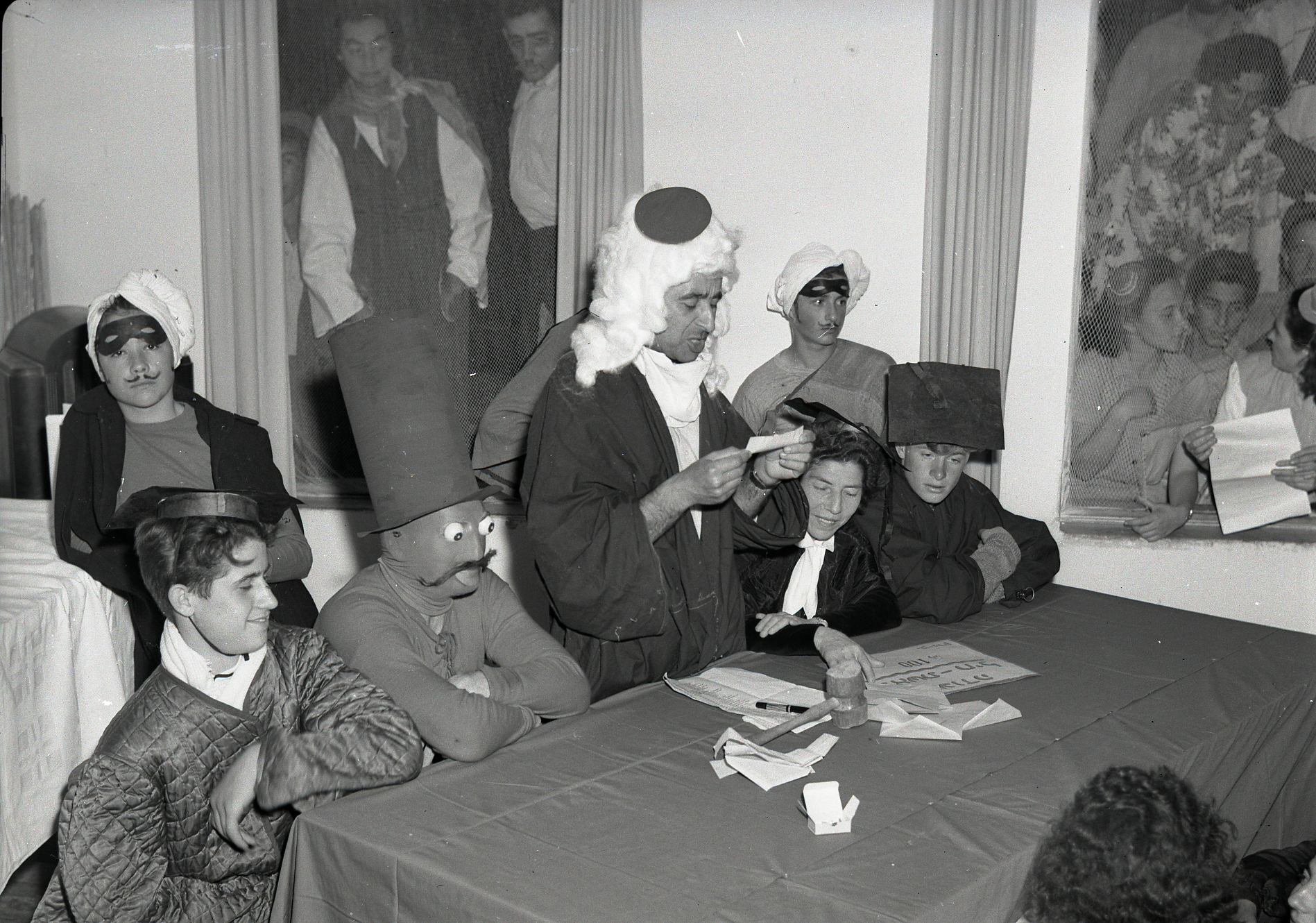
Fantasias de Purim num kibutz, 1951

Purim tem um caráter mais culturalmente secular do que religioso, e seu status como feriado está em um nível diferente daqueles dias sagrados pela Torá. Hallel não é recitado em Purim, pois a leitura da Meguilá (rolo do Livro de Ester) é considerada equivalente a Hallel. Como tal, de acordo com algumas autoridades, as transações comerciais e até mesmo o trabalho manual são permitidos em Purim sob certas circunstâncias. Uma oração especial (Al ha-Nissim, "pelos milagres") é inserida nas orações de Amidá durante os serviços de oração da noite, da manhã e da tarde, e também está incluída no Birkat Hamazon ("Graça após as refeições").
As quatro principais mitsvot (obrigações) do dia são:
1. Ouvir a leitura pública, geralmente na sinagoga, do Livro de Ester à noite e novamente na manhã seguinte (k'riat megillah)
2. Enviar presentes de comida para amigos (mishloach manot)
3. Dar caridade aos pobres (matanot la'evyonim)
4. Realizar uma refeição festiva (se'udat mitzvah)

As três últimas obrigações só se aplicam durante o dia de Purim.

### Apagar o nome de Hamã

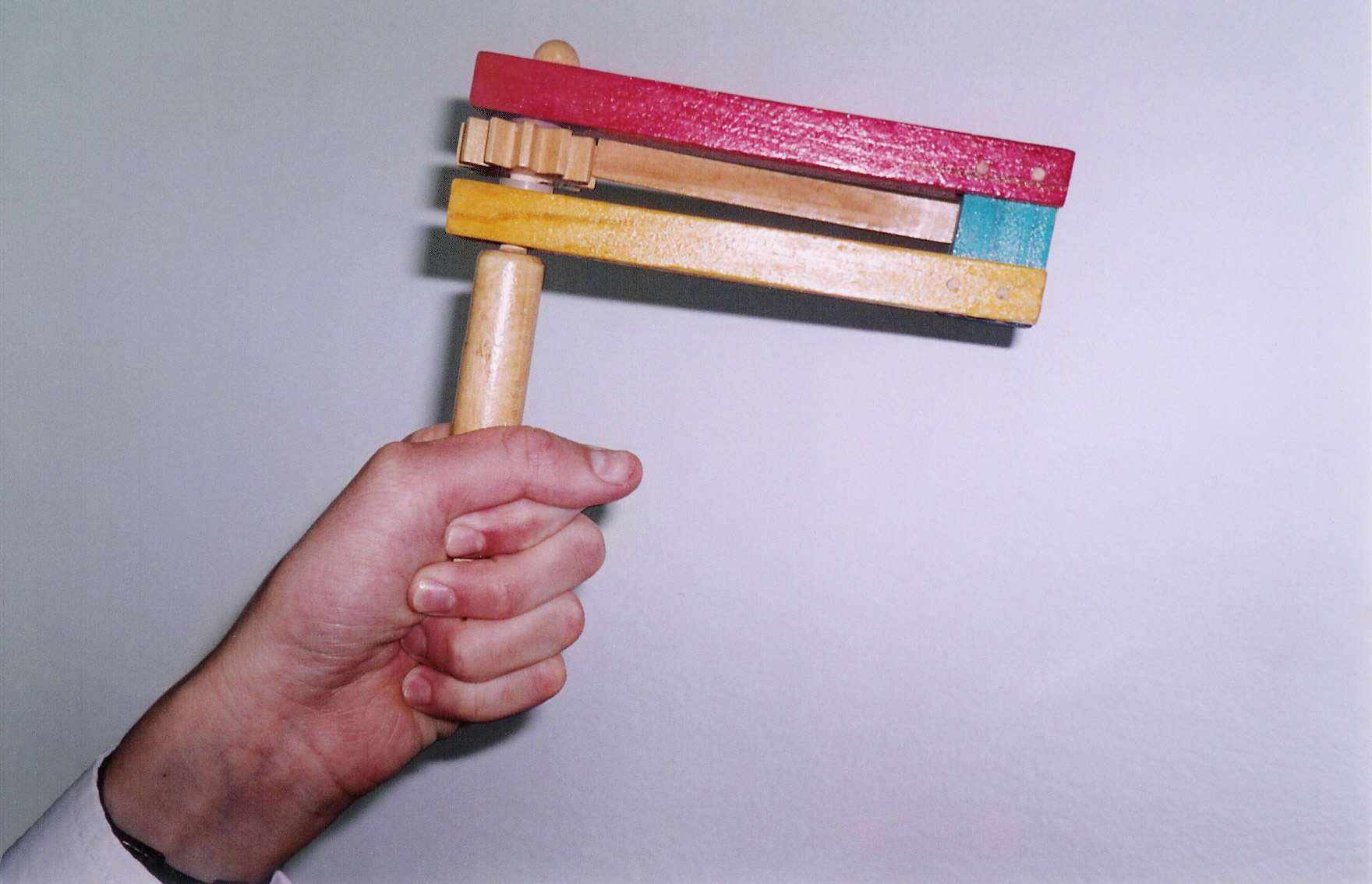
Um gragger Purim de madeira (Ra'ashan)

Quando o nome de Hamã é lido em voz alta durante o canto público da Meguilá na sinagoga, que ocorre 54 vezes, a congregação faz barulho para apagar seu nome. A prática remonta aos Tosafistas (os principais rabinos franceses e alemães do século XIII). De acordo com uma passagem no Midrash, no qual o verso "Tu apagarás a lembrança de Amaleque" é explicado como significando "mesmo de madeira e pedras." Desenvolveu-se o costume de escrever o nome de Hamã, filho de Amaleque, em duas pedras lisas, e batê-las juntas até que o nome fosse apagado. Alguns escreveram o nome de Hamã nas solas dos sapatos e, à menção do nome, estamparam os pés em sinal de desprezo. Outro método era usar uma matraca barulhenta, chamada ra'ashan (do hebraico ra-ash, que significa "barulho") e em iídiche um grager . Alguns dos rabinos protestaram contra esses excessos ruidosos, considerando-os uma perturbação do culto público, mas o costume de usar uma matraca na sinagoga de Purim é agora quase universal, com exceção dos judeus espanhóis e portugueses e outros judeus sefarditas, que consideram-lhes uma interrupção imprópria da leitura.

### Presentes e caridade
O Livro de Ester prescreve "o envio de porções de um homem para outro e presentes para os pobres". De acordo com a halacá, cada adulto deve dar pelo menos dois alimentos diferentes para uma pessoa e pelo menos duas doações de caridade para duas pessoas pobres. Os pacotes de comida são chamados de mishloach manot ("envio de porções") e, em alguns círculos, o costume evoluiu para um grande evento de troca de presentes.
Para cumprir a mitsvá de dar caridade a duas pessoas pobres, pode-se dar comida ou dinheiro equivalente à quantidade de comida ingerida em uma refeição regular. É mais aceito gastar mais em caridade do que na doação de mishloach manot. Na sinagoga, são feitas coletas regulares de caridade na festa e o dinheiro é distribuído entre os necessitados. Nenhuma distinção é feita entre os pobres; qualquer um que esteja disposto a aceitar caridade pode participar. É obrigatório para o judeu mais pobre, mesmo aquele que depende da caridade, dar a outras pessoas pobres.

### Refeição de purim e bebidas
No dia de Purim, é realizada uma refeição festiva chamada Se'udat Purim. O jejum por razões não médicas é proibido em Purim.
Há um antigo costume de beber vinho na festa. O costume decorre de uma declaração no Talmud atribuída a um rabino chamado Rava que diz que se deve beber em Purim até que ele "não consiga mais distinguir entre arur Haman ('Maldito seja Hamã') e baruch Mordechai ('Bendito seja Mordecai')." O consumo de vinho se destaca de acordo com a natureza jovial da festa, mas também ajuda a simular a experiência da cegueira espiritual, na qual não se pode distinguir entre o bem (Mordecai) e o mal (Hamã). Isso se baseia no fato de que a salvação dos judeus ocorreu por meio do vinho. O consumo de álcool foi posteriormente codificado pelas primeiras autoridades, e enquanto alguns defendiam a intoxicação total, outros, de acordo com a opinião de muitos rabinos antigos e posteriores, ensinavam que a pessoa só deveria beber um pouco mais do que o habitual e depois adormecer, ao que certamente não ser capaz de dizer a diferença entre arur Haman ("amaldiçoado seja Haman") e baruch Mordecai ("abençoado seja Mordechai"). Outras autoridades, incluindo o Magen Avraham, escreveram que se deve beber até que seja incapaz de calcular a gematria de ambas as frases.

## Costumes

### Cumprimentos
É comum cumprimentar uns aos outros em Purim em hebraico com "Chag Purim Sameach", em iídiche com "Freilichin Purim" ou em ladino com "Purim Allegre" . A saudação hebraica traduz-se livremente como "Feliz feriado de Purim" e o iídiche e o ladino traduzem-se como "Feliz Purim".

### Fantasias

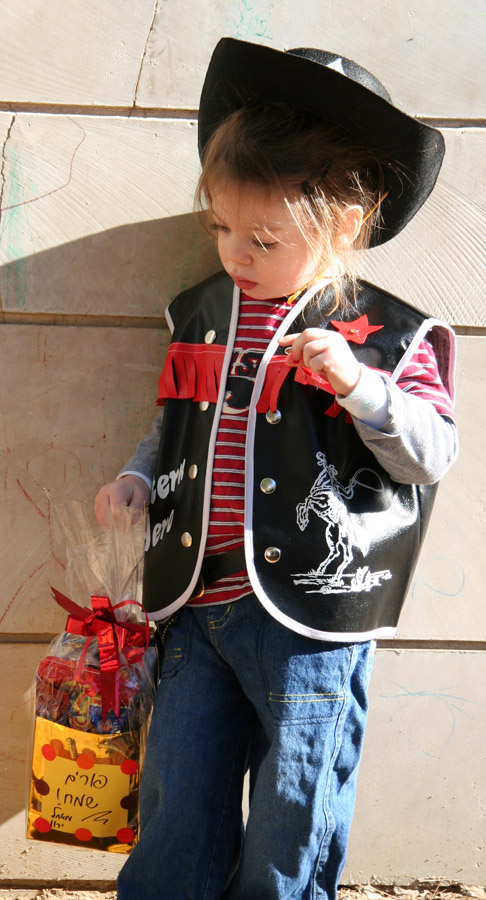
Criança israelense vestida de cowboy segurando sua cesta de doces Purim (2006)

O costume de fantasiar-se e usar máscaras provavelmente se originou entre os judeus italianos no final do século XV. O conceito possivelmente foi influenciado pelo carnaval romano e se espalhou pela Europa. A prática só foi introduzida nos países do Oriente Médio durante o século XIX. O primeiro registro de um judeu a mencionar o costume foi Mahari Minz (falecido em 1508 em Veneza). Enquanto a maioria das autoridades está preocupada com a possível violação da lei bíblica se os homens usarem roupas femininas, outras permitem todas as formas de máscaras, porque são vistas como formas de diversão. Alguns rabinos chegaram a permitir o uso de shatnez, rabinicamente proibido.

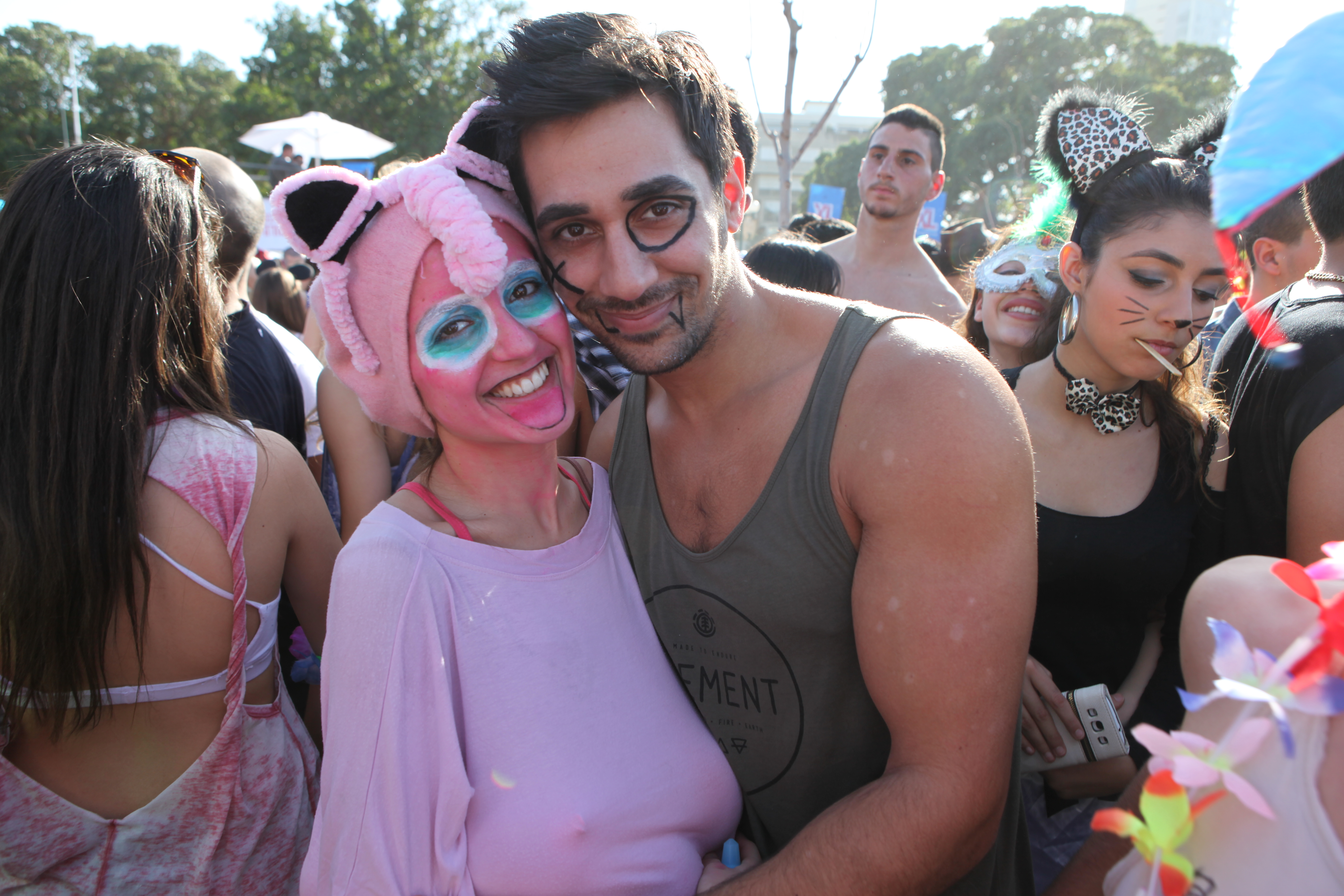
Purim nas ruas de Tel Aviv (2015)

Outras razões dadas para o costume: é uma forma de imitar Deus que "disfarçou" sua presença por trás dos eventos naturais descritos na história de Purim, e permaneceu oculto (mas sempre presente) na história judaica desde a destruição de o Primeiro Templo. Uma vez que a caridade é uma característica central do dia, quando os doadores e/ou receptores se disfarçam, isso permite um maior anonimato, preservando assim a dignidade do destinatário. Outra razão para mascarar é que alude ao aspecto oculto do milagre de Purim, que foi "disfarçado" por eventos naturais, mas foi realmente obra do Todo-Poderoso.
Explicações adicionais são baseadas em:
- Targum sobre Ester (capítulo 3), que afirma que o ódio de Hamã por Mordecai resultou de Jacó 'vestir-se' como Esaú para receber as bênçãos de Isaque ;[19]
- Outros que "enfeitaram" ou esconderam quem eram na história de Ester:
  - Ester não revela que é judia;[19]
  - Mardoqueu vestindo pano de saco;[19]
  - Mordecai sendo vestido com as roupas do rei;[19]
  - "[Muitos] dentre os povos da terra tornaram-se judeus; porque o temor dos judeus caiu sobre eles" (Ester 8:15); sobre o qual o Vilna Gaon comenta que aqueles gentios não eram aceitos como convertidos porque só se faziam parecer judeus por fora, pois o faziam por medo;[19]
- Para relembrar os episódios que só aconteceram na "aparência externa" como afirma o Talmud (Megillah 12a)[20] que os judeus se curvaram a Haman apenas por fora, mantendo-se internamente fortes em sua crença judaica e, da mesma forma, Deus apenas deu o aparência como se ele fosse destruir todos os judeus enquanto internamente sabia que os salvaria (Eileh Hamitzvos #543);[19]

### Queima da efígie de Hamã
Já no século V, havia o costume de queimar uma efígie de Hamã em Purim. O espetáculo despertou a ira dos primeiros cristãos, que interpretaram a zombaria e a "execução" da efígie de Hamã como uma tentativa disfarçada de reencenar a morte de Jesus e ridicularizar a fé cristã. Proibições foram emitidas contra tais exibições sob o reinado de Flávio Augusto Honório (395–423) e de Teodósio II (408–450). O costume era popular durante o período geônico (séculos IX e X), e um estudioso do século XIV descreveu como as pessoas cavalgavam pelas ruas da Provença segurando ramos de abeto e tocando trombetas em torno de um boneco de Hamã que foi enforcado e depois queimado . A prática continuou no século XX, com as crianças tratando Hamã como uma espécie de "Guy Fawkes". No início dos anos 1950, o costume ainda era observado no Irã e em algumas comunidades remotas no Curdistão onde jovens muçulmanos às vezes se juntavam.

### Purim spiel

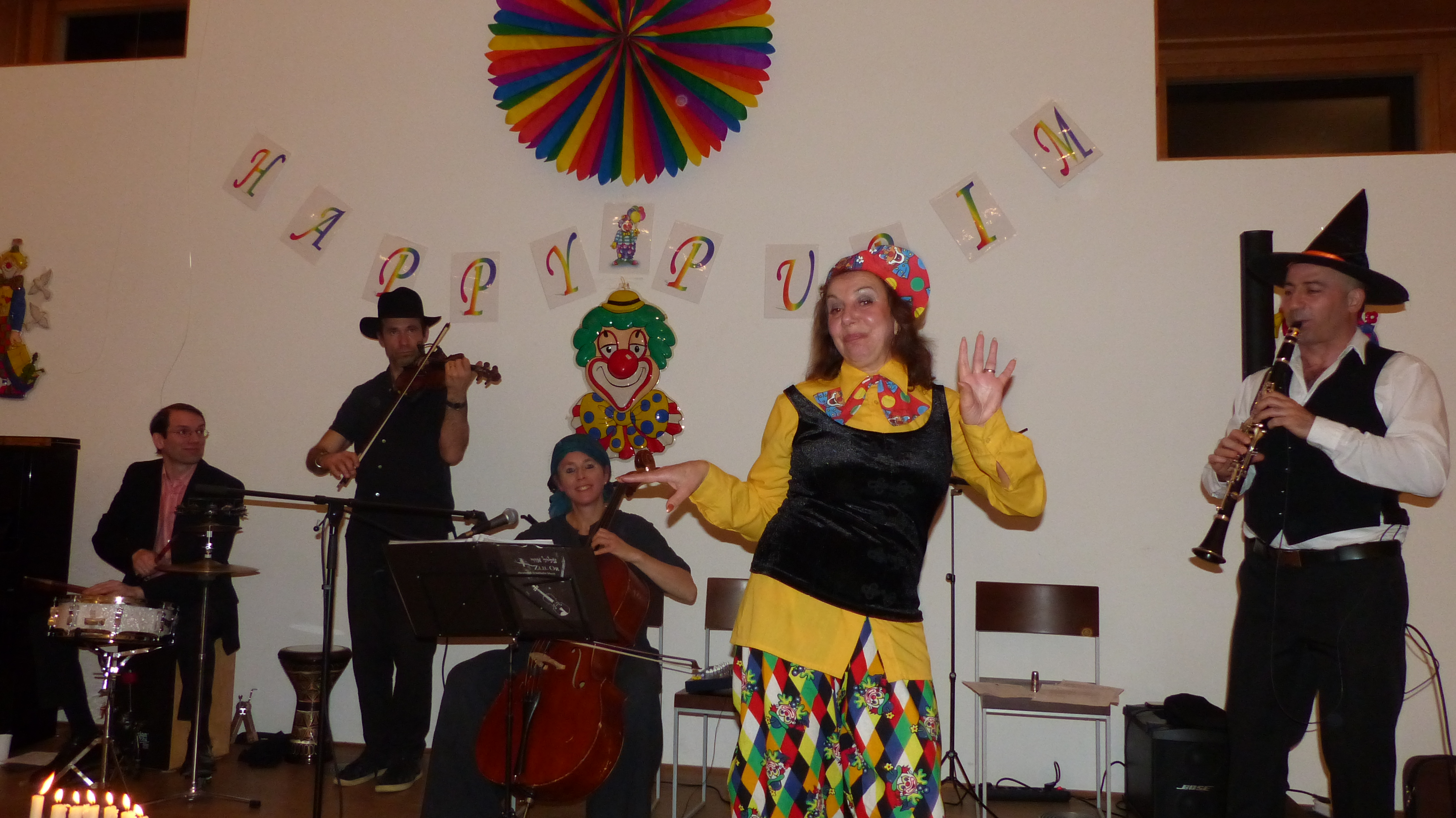
Purim spiel em Dresden, Alemanha (2016)

Um Purim spiel é uma dramatização cômica que tenta transmitir a saga da história de Purim. No século XVIII, em algumas partes da Europa Oriental, as peças de Purim evoluíram para sátiras abrangentes com música e dança para as quais a história de Ester era pouco mais que um pretexto. De fato, em meados do século XIX, alguns foram baseados em outras histórias bíblicas. Hoje, os Purim spiel podem girar em torno de qualquer coisa relacionada a judeus, judaísmo ou até mesmo fofocas da comunidade que trarão alegria e alívio cômico para o público que comemora o dia.

### Comidas típicas

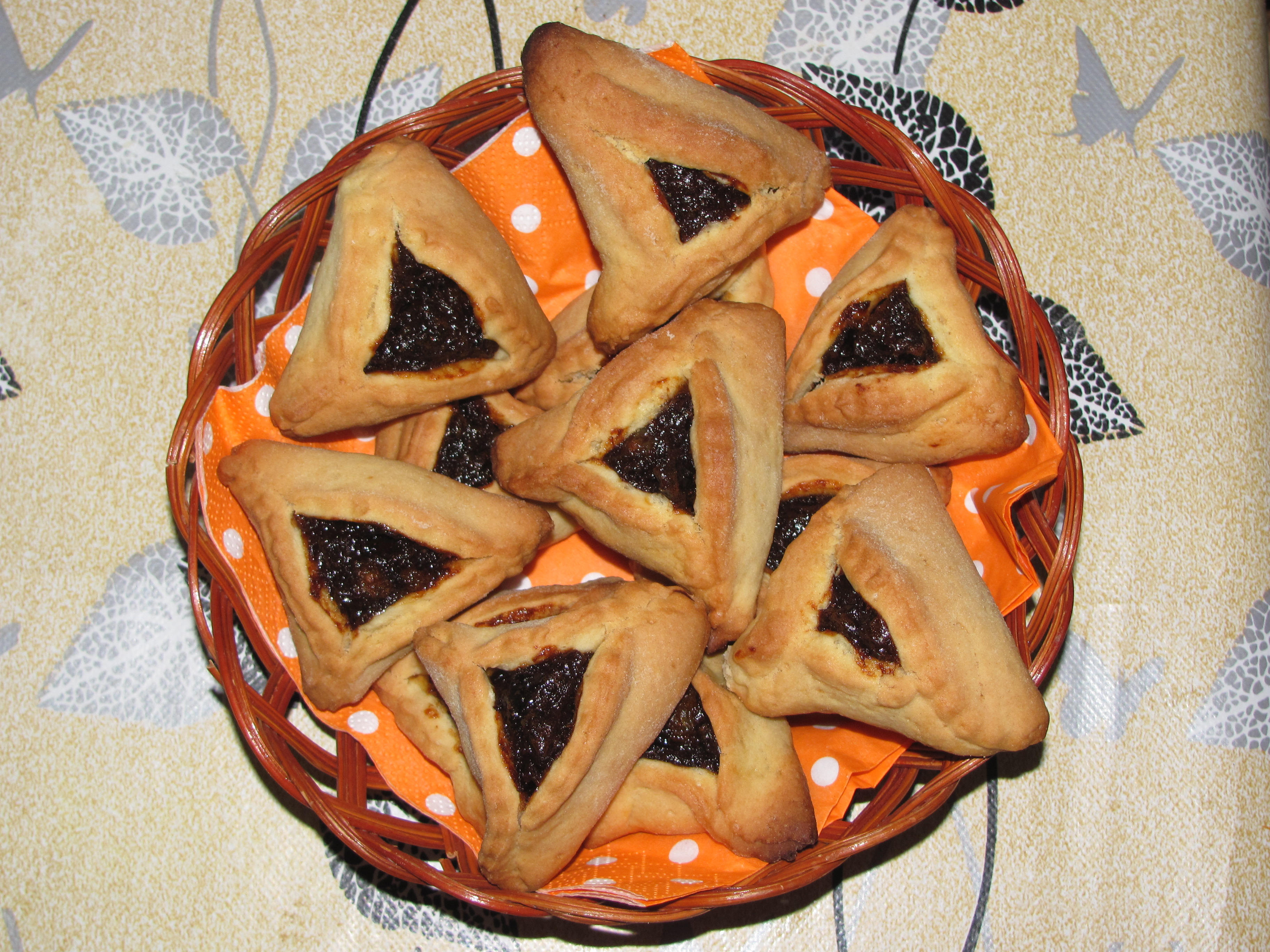
Hamantaschen de ameixa caseira

No Purim, judeus asquenazes e judeus israelenses (de ascendência asquenaze e sefardita) comem doces triangulares chamados hamantaschen ("bolsos de Haman") ou oznei Haman ("orelhas de Haman"). Uma massa doce é enrolada, cortada em círculos e tradicionalmente recheada com recheio de framboesa, damasco, tâmara ou semente de papoula. Mais recentemente, sabores como chocolate também ganharam popularidade, enquanto experimentos não tradicionais, como pizza hamantaschen, também existem. A massa é então embrulhada em forma triangular com o recheio escondido ou à mostra. Entre os judeus sefarditas, comem-se uma massa frita chamada fazuelos, bem como uma variedade de pastéis assados ou fritos chamados Orejas de Haman (Orelhas de Haman) ou Hojuelas de Haman.
Sementes, nozes, legumes e vegetais verdes são habitualmente consumidos em Purim, pois o Talmude relata que a Rainha Ester comia apenas esses alimentos no palácio de Assuero, já que ela não tinha acesso a comida kosher.
Kreplach, uma espécie de bolinho recheado com carne cozida, frango ou fígado e servido na sopa, é tradicionalmente servido pelos judeus asquenazes no Purim. "Esconder" a carne dentro do bolinho serve como outro lembrete da história de Ester, o único livro de escrituras hebraicas além de O Cântico dos Cânticos que não contém uma única referência a Deus, que parece se esconder nos bastidores.
Arany galuska, uma sobremesa composta por bolinhos de massa frita e creme de baunilha, é tradicional para os judeus da Hungria e da Romênia, assim como para seus descendentes.
Na Idade Média, os judeus europeus comiam nilish, uma espécie de blintz ou waffle.
Pães especiais são assados entre várias comunidades. Nas comunidades judaicas marroquinas, um pão de Purim chamado ojos de Haman ("olhos de Hamã") às vezes é assado no formato da cabeça de Hamã, e os olhos, feitos de ovos, são arrancados para demonstrar a destruição de Hamã.
Entre os judeus poloneses, o koilitch, uma chalá de passas de Purim que é assada em um longo anel torcido e coberto com pequenos doces coloridos, destina-se a evocar a natureza colorida do feriado.

### Ensino da Torá
Existe uma tradição generalizada de estudar a Torá em uma sinagoga na manhã de Purim, durante um evento chamado "Yeshivas Mordechai Hatzadik" para comemorar todos os judeus que foram inspirados por Mordechai a aprender a Torá para derrubar o decreto maligno contra eles. As crianças são especialmente encorajadas a participar com prêmios e doces devido ao fato de Mordecai ter ensinado Torá a muitas crianças durante esse período.